# Бюиссонно, Поль
Поль Жорж Бюиссонно́ (фр. Paul Georges Buissonneau; 24 декабря 1926, Париж — 30 ноября 2014, Монреаль) — канадский театральный режиссёр и актёр. Основатель и руководитель монреальского Théâtre de Quat’Sous, лауреат «Эмми» за телевизионную постановку за пределами США (Le Barbier de Séville, 1965), офицер ордена Канады.

## Биография
Поль Бюиссонно родился в Париже в конце 1926 года. В четыре года он потерял отца, а в 15 лет, в 1941 году, — мать, оставшись на попечении старшей сестры в годы немецкой оккупации. Поль помогал сестре, вначале собирая уголь в холодные зимние месяцы, а потом наладив на рынке продажу обуви собственного изготовления. Иногда он развлекал покупателей пением и танцами на столе. После войны один из покупателей уговорил его присоединиться к самодеятельной театральной труппе, а позже Поль стал самым юным участником хоровой труппы Compagnons de la Chanson, сопровождавшей в это время выступления Эдит Пиаф. Вместе с Пиаф Бюиссонно и другие участники хора гастролировали в Северной Америке в 1947 и 1948 годах, и во время гастролей в Монреале Поль влюбился в местную девушку Франсуаз Шарбонно.
После свадьбы Поль и Франсуаз некоторое время прожили во Франции, но в 1950 году вернулись в Монреаль, где Поль поначалу работал продавцом в магазине грамзаписей. Однако в 1952 году директор службы парков Монреаля Клод Робийяр предложил молодому иммигранту возглавить передвижной детский театр, дающий представления в разных парках города. Театр, сформированный в 1953 году и существующий до настоящего времени, получил название La Roulotte. На его подмостках начиналась карьера целого ряда в будущем известных квебекских актёров и певцов.
На 1956 год — год рождения сына Мартина — приходятся также две важных вехи в театральной карьере Бюиссонно. В этом году он получил роль на телевидении, в детской программе Radio-Canada. Его персонаж, клоун Пиколо, оставался постоянным действующим лицом передачи «Шкатулка с сюрпризами» (фр. La boîte à surprises) вплоть до 1972 года. Также в 1956 году Бюиссонно стал одним из основателей новой любительской театральной труппы Théâtre de Quat’Sous («Четырёхгрошовый театр»), сформированной для выступления на национальном театральном фестивале. Новый театр, дебютировавший постановками Бюиссонно по пьесам Мориса Фомбёра и Гийома Ханото, понравился зрителям и закрепился на квебекской театральной сцене, в начале 60-х годов став профессиональным, а в 1965 году получив постоянную прописку в здании бывшей монреальской синагоги. Одновременно с работой в Théâtre de Quat’Sous Бюиссонно также ставил оперные программы для канадского телевидения, одна из которых — Le Barbier de Séville, поставленная в 1965 году, принесла своим авторам одну из первых международных премий «Эмми».
Бюиссонно оставался художественным директором Théâtre de Quat’Sous до 1984 года, передав затем руководство Луиз Латраверс. Среди его наиболее известных работ с этим театром было ревю l’Osstidcho, премьера которого состоялась в 1968 году; плодотворным было сотрудничество с квебекским драматургом Мишелем Трамбле, ставшим постоянным автором для театра Бюиссонно. В других театрах популярностью пользовались авторские адаптации Бюиссонно пьес Дарио Фо, Ги Фуасси и Эжена Ионеско. Он также участвовал в съёмках квебекских фильмов «Консьержери» (лауреат Монреальского международного кинофестиваля и Коньякского фестиваля полицейских фильмов) и «Малыш Вариус» (лауреат «Джинни» и Монреальского кинофестиваля). Взрывной темперамент и высочайшая требовательность Бюиссонно к актёрам были широко известны — один из последующих руководителей Théâtre de Quat’Sous Эрик Жан вспоминает, что многим исполнителям хватало одного раза с Бюиссонно, чтобы больше никогда с ним не работать, а другие, наоборот, возвращались к нему снова и снова, потому что он заставлял их показывать на сцене лучшее, на что они были способны.
В 2012 году Бюиссонно, к этому моменту страдавший от диабета и почечной недостаточности, стал режиссёром ещё одной необычной постановки — собственных «похорон». Спектакль проходил в фойе нового здания Théâtre de Quat’Sous, открытого в 2009 году. Сам Бюиссонно участвовал в представлении с помощью программы Skype, находясь в этот момент в больнице, где его сопровождала съёмочная группа. Эти сцены позже вошли в документальный фильм вместе с кадрами свадьбы Бюиссонно и Моник Барбо — его сотрудницы и партнёрши на протяжении более чем сорока лет. Поль Бюиссонно умер в Монреале в ноябре 2014 года в возрасте 87 лет после полного отказа почек.

## Награды и звания
- «Эмми» за лучшую телевизионную программу за пределами США (1965)
- Премия Виктора Морена за вклад в театральное искусство (1976)[7]
- Премия генерал-губернатора в области театрального искусства (1998)[7]
- Премия Дениз Пеллетье[англ.] (2001)[6]
- Офицер ордена Канады (2010)[10]
- Почётный гражданин Монреаля (2014)[6]